# Nycteris madagascariensis
Nycteris madagascariensis é uma espécie de morcego da família Nycteridae. Endêmica de Madagascar.